# 北城街道 (泸州市)
北城街道，是中华人民共和国四川省泸州市江阳区下辖的一个乡镇级行政单位。

## 行政区划
北城街道下辖以下地区：
东门口社区、濂溪路社区、珠子街社区、小河街社区、大河街社区和皂角巷社区。